# L'oca alla Colbert
L'oca alla Colbert è un film muto italiano del 1913 diretto e interpretato da Eleuterio Rodolfi.